# 比尔·波特
比尔·波特（1943年10月3日—），笔名赤松，是美国作家、汉译英翻译家、汉学家。其著作主要研究中国的道家、佛教和诗歌等传统文化。

## 生平
1943年10月3日，比尔·波特出生在加利福尼亚州洛杉矶。比尔·波特从小生长在爱德荷州的山区，在美国军队服兵役三年之后（拒绝了去越南参加越战而被派往德国做部队的一个小职员），他在加州大学圣芭芭拉分校拿了一个人类学的学位，继续在哥伦比亚大学研究汉学和人类学，但于1972年退学到了台湾的佛教寺院佛光山。後就讀于中國文化學院。
此后的岁月里，他一直居住在台湾和香港等大中华地区。从1989年起，他开始以记者的身份环游中国大陆。他出版了一本关于道教的书籍。1993年，他在东亚地区居住了22年之后，回到了美国。1999年和2000年，他在美国万佛城教授佛法。目前，他住在华盛顿州西雅图附近的港口小镇汤森。

## 著作
- 《寒山诗集》
- 《石屋山居诗集》
- 《菩提达摩禅法》
- 《空谷幽兰》
- 《黄河之旅》
- 《禅的行囊》